# Вайнбух, Херманн
Хе́рманн Ва́йнбух (нем. Hermann Weinbuch; род. 22 марта 1960, Бишофсвизен) — немецкий двоеборец, трёхкратный чемпион мира, победитель Кубка мира. Участник трёх Олимпиад. Лучший тренер 2013 года по версии Немецкого олимпийского спортивного союза.

## Карьера
Отец Хельмут Вайнбух (род. 1937) — генеральный секретарь и спортивный директор Немецкой лыжной ассоциации, один из реформаторов лыжного двоеборья.
Первым успехом в карьере Херманна Вайнбуха стала золотая медаль юниорского чемпионата мира 1978 года в Мурау. Год спустя на аналогичном первенстве в Канаде немец защитил своё чемпионское звание.
На Олимпиаде в Лейк-Плесиде Вайнбух выступал как в лыжном двоеборье, так и в прыжках с трамплина. В соревновании двоеборцев немец показал 16-й результат, а в прыжках стал 48-м на нормальном трамплине, опередив всего двух спортсменов.
В 1984 году на Играх в Сараево Вайнбух показал свой лучший результат на Олимпийских играх, став восьмым в турнире двоеборцев.
Самым удачным годом в карьере немецкого спортсмена стал 1985 год. В начале года на первенстве мира в австрийском Зеефельде он стал абсолютным чемпионом, выиграв как личный турнир, так и эстафетную гонку. А в сезоне 1985/86 Вайнбух выиграл четыре этапа из семи, еще дважды был вторым, один раз третьим и по итогам сезона стал обладателем Кубка мира. За все остальные годы выступлений в мировом кубке немец одержал лишь три победы, но при этом дважды становился вице-чемпионом общего зачёта (в сезонах 1984/85 и 1986/87).
В 1987 году на домашнем чемпионате мира немцы защитили звание чемпионов в командной гонке, а в личном турнире Вайнбух завоевал бронзовую медаль, уступив 2,36 балла норвежцу Лёккену. На Олимпиаде в Калгари немец занял 29-е место, проиграв почти пять минут швейцарцу Ипполиту Кемпфу в гонке по системе Гундерсена.
Завершил спортивную карьеру в 1989 году. Окончив образование в Кёльнском университете, Вайнбух в 1996 году возглавил сборную Германии по лыжному двоеборью. Под его руководством немецкие спортсмены выиграли большое количество медалей на крупнейших международных стартах. В 2011 году объявил о возможном уходе с поста тренера сборной, но изменил своё решение и остался на посту главного тренера национальной команды.